# Napad wilków (obraz Józefa Chełmońskiego)
Napad wilków – obraz olejny autorstwa Józefa Chełmońskiego namalowany w 1883 roku, przedstawia atak wilków na zaprzęg w zimowym krajobrazie.

## Opis
Na obrazie przedstawiona jest dramatyczna scena; wóz konny pędzący przez śnieżną równinę, zaatakowany przez watahę wilków. Kompozycja oddaje ruch, napięcie i dynamikę, a surowy zimowy pejzaż potęguje dramatyzm. Konie są w galopie, woźnica próbuje umknąć napastnikom. Artysta zastosował realistyczny sposób malowania, pełen szczegółów i emocji. Dzieło odczytywane jest jako symbol walki człowieka z naturą, a także jako metafora ludzkiego losu pełnego niepewności i zagrożeń. Wilki mogą również symbolizować niebezpieczeństwa czające się w życiu, siły chaosu i dzikości.

## Tło historyczne
Józef Chełmoński namalował obraz podczas pobytu w Paryżu, gdzie tworzył w nurcie realizmu i naturalizmu. W tamtym okresie był znany z przedstawiania scen rodzajowych z życia wsi oraz realistycznych pejzaży inspirowanych naturą Europy Wschodniej.

## Obecna lokalizacja
Obraz znajduje się w zbiorach Muzeum Wojska Polskiego w Warszawie.